# Adolf del Regne Unit
Adolf del Regne Unit, duc de Cambridge, KG, GCB, GCMG, GCH (Londres 1774 - 1850). Príncep del Regne Unit i duc de Cambridge amb el tractament d'altesa reial.
Nascut al Palau de Buckingham el dia 24 de febrer de 1774 essent fill del rei Jordi III del Regne Unit i de la princesa Carlota de Mecklenburg-Strelitz. Adolf era net per via paterna del rei Frederic del Regne Unit i de la duquessa Augusta de Saxònia-Gotha mentre que per via materna ho era del príncep Carles Lluís de Mecklenburg-Strelitz i de la duquessa Elisabet de Saxònia-Hildburghausen.
Educat al Palau de Buckingham i posteriorment enviat a la Universitat de Göttingen junt amb els seus dos germans, els prínceps Ernest August i August. Posteriorment rebé formació militar a Hannover junt amb el seu germà Ernest August, arribant al rang de coronel l'any 1794 i al de lloctinent general el 1798. El 6 de juny de 1796 fou creat duc de Cambridge, comte de Tipperary i baró de Culloden a més de cavaller de l'Orde de la Garratera.
Adolf de Cambridge fou l'encarregat de cercar entre les princeses alemanyes una esposa pel seu germà, el duc de Clarence i posterior Guillem IV del Regne Unit. La seva recerca donà fruit i s'escollí a la princesa Adelaida de Saxònia-Meiningen.
Posteriorment ell es casà amb la princesa Augusta de Hessen-Kassel a la ciutat de Kassel el dia 7 de maig de 1818. Adelaida era filla del landgravi Frederic III de Hessen-Kassel. La parella tingué tres fills:
- SAR el príncep Jordi del Regne Unit, nat a Hannover el 1819 i mort a Londres el 1904. Es casà morganàticament amb Sarah Louisa Fairbrother.

- SAR la princesa Augusta del Regne Unit, nascuda el 1822 a Hannover i morta el 1916 a Neustrelitz. Es casà amb el gran duc Frederic Guillem I de Mecklenburg-Strelitz.

- SAR la princesa Maria Adelaida del Regne Unit, nascuda a Hannover el 1833 i morta a Richmond el 1897. Es casà amb el príncep Francesc de Teck.

Adolf del Regne Unit exercí de virrei a Hannover des de l'any 1816 i fins a l'any 1837 en què el regne de l'Alemanya septrentional esdevingué independent sota el regnat del germà d'Adolf, el príncep Ernest August.
Retornat l'any 1837 al Regne Unit, després d'un periple de més de quaranta anys a Alemanya, morí el dia 8 de juliol de 1850 a Cambridge House a Londres. Fou enterrat al Castell de Kew i posteriorment les seves restes foren traslladades a la Capella de Sant Jordi del Palau de Windsor. El seu fill gran heredà els títols del seu pare.